# Divisione fanteria "Folgore"
La Divisione meccanizzata "Folgore"  è stata una Grande Unità dell'Esercito italiano e costituì nel secondo dopo guerra, per un quarantennio, una delle colonne delle unità operative del 5º Corpo d'Armata, la più sostanziosa delle strutture poste a difesa della frontiera nord orientale dell'Alleanza Atlantica. Il Comando della "Folgore" era dislocato a Treviso a "Villa Margherita".

## Storia
La Divisione trae origine dal Gruppo di Combattimento "Folgore", costituito il 25 settembre del 1944 dallo scioglimento della Divisione paracadutisti "Nembo" (184^), come unità dell'Esercito Cobelligerante Italiano.
Terminata la guerra la Divisione, inizialmente formata con il reggimento paracadutisti "Nembo", il reggimento "San Marco" e reggimento artiglieria paracadutisti, cede il reggimento "San Marco" della Marina e, nell'"Esercito di Transizione", assume nei ranghi il Reggimento fanteria "Garibaldi", costituito a Viterbo il 25 aprile del 1945 con il personale della disciolta Divisione partigiana "Garibaldi" rientrata dai Balcani.

### Divisione fanteria "Folgore"
Assunta dal 15 ottobre 1945 la denominazione di Divisione leggera di fanteria "Folgore", nel corso del 1947 amplia l'organico con l'ingresso del Gruppo esplorante 5º Lancieri, del 33º reggimento artiglieria, del 41º reggimento artiglieria controcarri e del 5º reggimento artiglieria contraerei. Il 1º dicembre 1948 il "Garibaldi" ha assunto la denominazione di 182º Reggimento fanteria "Garibaldi".

### Divisione fanteria motorizzata "Folgore"
Nel 1949 la grande unità divenne motorizzata e nello stesso anno il 5º Lancieri venne ridenominato 5º Reggimento di cavalleria blindata "Lancieri di Novara"; nel 1951 la grande unità perse il 5º Reggimento artiglieria contraerei ed il 41º Reggimento artiglieria controcarro. Il 15 settembre del 1955, risolta la crisi di Trieste, l'82º Reggimento fanteria "Torino", già inquadrato nel raggruppamento "T" generato della Divisione "Trieste", lasciò l'unità di appartenenza entrando nei ranghi della Divisione "Folgore" acquisendone le peculiarità quali fregio e mostrine. Il 1º novembre del 1958 il "Garibaldi" mutò la struttura trasformandosi in 182º Reggimento fanteria corazzato "Garibaldi" su di un battaglione bersaglieri ed un battaglione corazzato. Fra il 1963 ed il 1964 la grande unità ricevette nei ranghi il 53º Reggimento fanteria d'arresto "Umbria" ed il Gruppo squadroni "Cavalleggeri di Saluzzo", che ha sostituito il disciolto Battaglione esplorante divisionale.
L'unità non ha subito altri mutamenti fino al 23 ottobre del 1975 quando per effetto della ristrutturazione che investì l'Esercito Italiano cambiò la sua struttura organizzativa. Alla vigilia della ristrutturazione dell'Esercito Italiana del 1975 la struttura della Divisione era la seguente:
- 53º Reggimento Fanteria d'Arresto"Umbria"
- 82º Reggimento Fanteria "Torino"
- 183º Reggimento fanteria "Nembo"
- 182º Reggimento fanteria corazzato "Garibaldi"
  - XI Battaglione bersaglieri - M 113
  - XIII Battaglione carri - M 47 PATTON
  - Compagnia Bersaglieri Controcarri - 106 s.r.
- XII Gruppo Squadroni esplorante "Cavalleggeri di Saluzzo"
- 33º Reggimentoartiglieria da campagna
- Sezione Aerei Leggeri "Folgore" - L 19 E
- Sezione Elicotteri "Folgore" - AB 206
- Battaglione Genio Pionieri "Folgore"
- Battaglione Trasmissioni "Folgore"
- Raggruppamento Servizi "Folgore"

### Divisione meccanizzata "Folgore"
Nel 1975 quando per effetto della ristrutturazione che investì l'intera Forza Armata, abolito il livello reggimentale, la grande unità venne riordinata su tre brigate, due meccanizzate (Gorizia e Trieste) ed una corazzata (Vittorio Veneto), ed un certo numero di unità di supporto.

### Scioglimento
La Divisione è stata sciolta il 31 ottobre 1986, a seguito della riorganizzazione dell'Esercito conseguente all'abolizione del livello Divisionale, e riorganizzata in Brigate indipendenti.

## Reparti al 1984

Villa Margherita a Treviso, sede del comando della Divisione meccanizzata "Folgore"

- Quartier Generale "Folgore" (Treviso)
- Unità di supporto divisionali, comprendenti :

12º Gruppo Squadroni esplorante "Cavalleggeri di Saluzzo" (Gruppo esplorante divisionale) (Gorizia)
28º Battaglione Fanteria "Pavia" C.A.R. (Centro addestramento reclute) (Pesaro e distaccamento di Fano)
33º Battaglione fanteria d'Arresto “Ardenza” (Fogliano Redipuglia)
53º Battaglione fanteria d'Arresto “Umbria” (Pavia di Udine)
33º Gruppo artiglieria da campagna ”Terni” (Treviso)
184º Gruppo artiglieria pesante campale semovente “Filottrano” (Padova)
13º Gruppo artiglieria contraerei leggera “Condor” (Quadro) (Treviso)
Gruppo specialisti di artiglieria “Folgore” (Treviso)
47º Gruppo squadroni ERI “Levrieri” (Treviso)
184º Battaglione genio pionieri “Santerno” (Villa Vicentina)
184º Battaglione trasmissioni “Cansiglio” (Treviso)
Battaglione logistico di manovra “Folgore” (Treviso)
Battaglione sanità "Folgore" (Quadro) (Treviso)
Deposito divisionale "Folgore" (Treviso)
Sezione Carabinieri "Folgore" (Treviso)
Comando Truppe Anfibie (Venezia-Lido)
1º Battaglione Lagunari "Serenissima" (Venezia-Malcontenta))
Battaglione mezzi anfibi "Sile" (Venezia-Sant'Andrea)
- Brigata meccanizzata "Gorizia", su :

Reparto comando e trasmissioni "Gorizia" (Gorizia)
41º Battaglione fanteria meccanizzato "Modena" (Villa Vicentina)
33º Battaglione fanteria d'Arresto "Ardenza"  (Fogliano Redipuglia)
82º Battaglione fanteria meccanizzato "Torino" (Cormons)
183º Battaglione fanteria meccanizzato "Nembo" (Gradisca d'Isonzo)
63º Battaglione fanteria d'arresto "Cagliari" (San Lorenzo Isontino)
22º Battaglione carri "Medaglia d'Oro Piccinini" (San Vito al Tagliamento)
46º Gruppo artiglieria da campagna semovente "Trento" (Gradisca d'Isonzo)
Battaglione logistico "Gorizia" (Gradisca d'Isonzo)
Compagnia controcarri "Gorizia" (Gorizia)
Compagnia genio pionieri "Gorizia" (Cormons)
- Brigata meccanizzata "Trieste", su :

Reparto comando e trasmissioni "Trieste" (Bologna)
37º Battaglione fanteria meccanizzato “Ravenna” (Bologna)
40º Battaglione fanteria meccanizzato “Bologna” (Bologna)
66º Battaglione fanteria meccanizzato “Valtellina” (Forlì)
11º Battaglione carri “Medaglia d'Oro Calzecchi” (Ozzano Emilia)
21º Gruppo artiglieria da campagna a traino meccanico “Romagna” (Bologna)
Battaglione logistico “Trieste” (Budrio)
Compagnia controcarri “Trieste” (Bologna)
Compagnia genio pionieri “Trieste” (Bologna)
- Brigata corazzata "Vittorio Veneto", su :

Reparto comando e trasmissioni "Vittorio Veneto" (Villa Opicina)
2º Gruppo squadroni meccanizzato "Piemonte Cavalleria" (Villa Opicina)
6º Gruppo squadroni carri "Lancieri d'Aosta" (Cervignano del Friuli)
9º Gruppo squadroni carri "Lancieri di Firenze" (Borgo Grotta Gigante)
8º Gruppo artiglieria campale semovente "Pasubio" (Banne)
Battaglione logistico "Vittorio Veneto" (Cervignano del Friuli)
Squadrone controcarro "Vittorio Veneto" (Banne Trieste)
Compagnia genio pionieri "Vittorio Veneto" (Cervignano del Friuli)

## I Comandanti
Gen. Enrico Frattini, 1941 (Divisione paracadutisti Folgore)
Gen. Giorgio Morigi, 1944-45 (Gruppo combattimento Folgore)
Gen. Guido Pialorsi, 1945-48
Gen. Gaetano Cantaluppi, 1948-49
Gen. Alberto Aliberti, 1949-50
Gen. Guglielmo Morgari, 1950-51
Gen. Mario Gloria, 1951-52
Gen. Paolo Petroni, 1952-53
Gen. Carlo Vacchelli, 1953-54
Gen. Giorgio Negroni, 1955
Gen. Nicolò Meloni, 1956
Gen. Ettore Musco, 1957
Gen. Mario Puddu, 1958
Gen. Vincenzo Pezzonia, 1959
Gen. Massimo De Palma, 1959-60
Gen. Ottavio Di Casola, 1960-61
Gen. Luigi Forlenza, 1961-62
Gen. Umberto Rosato, 1962-63
Gen. Cosimo Cassone, 1963-64
Gen. Oreste Viligiardi, 1964-66
Gen. Andrea Viglione, 1966-67
Gen. Enrico Mino, 1967-68
Gen. Nicola Giacobbi, 1968-69
Gen. Carlo Barbasetti di Prun, 1969-70
Gen. Adolfo Orofino, 1970-71
Gen. Giuseppe Maria Vaccaro, 1971-72
Gen. Pietro Corsini, 1972-73
Gen. Giuseppe Santovito, 1973-74
Gen. Orazio Giannini, 1974-75
Gen. Franco Barbolini, 1975-76
Gen. Gaetano Lanfernini, 1976-77
Gen. Umberto Cappuzzo, 1977-78
Gen. Giacinto Antonelli, 1978-79
Gen. Ciro Di Martino, 1979-81
Gen. Natale Dodoli, 1982
Gen. Renato Paone, 1983
Gen. Goffredo Canino 1984
Gen. Pietro Egidio Re 1985
Gen. Biagio Rizzo, 1986